# 내 친구 팅구
《내 친구 팅구》는 SBS TV 방영 및 〈캐릭터랜드〉에서 외주 제작한 TV 애니메이션 시리즈 프로그램이다. 2001년 5월 28일부터 2002년 5월 31일까지 SBS에서 방영되었다.
2002년 5월 28일(화요일)에, 방영 1주년을 맞이하기도 하였으며, 같은 해 5월 31일(금요일)에 종방하였다.

## 서브 코너 목록
- 《포포 앤 미》